# Раевский, Фёдор Иванович
Фёдор Иванович (Теодор Янович) Раевский (28 декабря 1916 — 18 мая 1946) — подполковник ВС СССР и Народного Войска Польского.

## Биография

### Воинская служба
Уроженец Тульской губернии, русский по происхождению. В рядах РККА с 1935 года. На фронтах Великой Отечественной войны с 1941 года, сражался на Калининском (до октября 1942), Сталинградском (октябрь 1942 — февраль 1943) и 4-м Украинском (февраль 1943 — февраль 1944). Направлен в 1944 году в Народное Войско Польское, с 27 августа 1944 года начальник штаба 8-й Дрезденской пехотной дивизии имени Бартоша Гловацкого. В апреле 1945 года вместе со своей дивизией Раевский участвовал в форсировании с боем реки Нейсе и прорыве линии обороны в районе Нидер-Нойдорф — Хорке — Одерниц в направлении Дрездена, за что был представлен к награждению орденом Красной Звезды. Также отмечен орденами Красного Знамени (представление от 17 апреля 1945), орденом Отечественной войны I и II степеней и медалью «За оборону Сталинграда».

### Гибель
18 мая 1946 года подполковник Фёдор Иванович Раевский трагически погиб в результате вооружённого нападения Национальных вооружённых сил. Его автомобиль был обстрелян по пути из Загужа в Санок, в районе Посада на улице Казимежа Липиньского недалеко от вагоностроительного завода. Вооружённое нападение совершили члены отдельного оперативного батальона «Зух» Национальных вооружённых сил под командованием капитана Войска Польского на Западе Антония Жубрыда, которые затеяли также перестрелку с офицерами местного Воеводского управления общественной безопасности. В результате перестрелки погиб ещё один советский солдат, двое были ранены (среди них майор советских войск Пивоваров).
Согласно историку Анджею Романяку, гибель подполковника Раевского произошла из-за нелепой случайности: целью вылазки бойцов Национальных вооружённых сил была попытка эксгумировать труп застреленного ими 30 апреля 1946 года майора Народного Войска Польского Абрахама Премингера. Предполагается, что собственно Раевского застрелил подпоручик Тадеуш Липский, что подтвердили показания солдат. Согласно оценке историка Тадеуша Плужаньского, Фёдор Раевский был одним из высших офицеров, убитых антикоммунистическим подпольем.
20 мая 1946 года Фёдор Иванович Раевский был похоронен, на похоронах присутствовали несколько тысяч человек. По оценкам Артура Баты и Бенедикта Гаевского, похороны превратились в манифестацию и национальный протест против вооружённого нападения на советского подполковника. Первоначально его похоронили в районе городского парка в Саноке рядом с Памятником Благодарности Красной армии, но затем перезахоронили на Центральном кладбище, где похоронены все солдаты Войска Польского, погибшие в 1918—1948 годах.
Образ Фёдора Раевского представлен Яном Герхардом в романе «Зарева в Бещадах» (под фамилией Роевский), где автор указал, что у героя были жена и двое детей.